# Schloss Glanegg
Das Schloss Glanegg befindet sich im Ortsteil Glanegg der österreichischen Gemeinde Grödig im Bundesland Salzburg.

## Lage und Baukunde
Das herrschaftliche Schloss steht weithin sichtbar auf einem bewaldeten Hügel am Westrand des Ortsteiles Glanegg inmitten eines weitläufigen Parks mit im Süden anschließenden Gartenterrassen. Zum Schloss gehören ein Schlosspark und eine stattliche Buchenallee, als Zufahrt zum Meierhof. 
Ursprünglich besaß das rechteckige Gebäude mit seinem turmartigen Mittelrisalit drei Geschoße und ein sehr steiles Walmdach, dessen Dachstuhl 1920 ausgebaut und verändert wurde. 
Südlich des Schlosses liegt der ebenfalls beeindruckende große Meierhof, dessen Bausubstanz ins 15. Jahrhundert zurückgeht. Der dortige Torturm wurde unter Erzbischof Leopold Anton von Firmian errichtet.

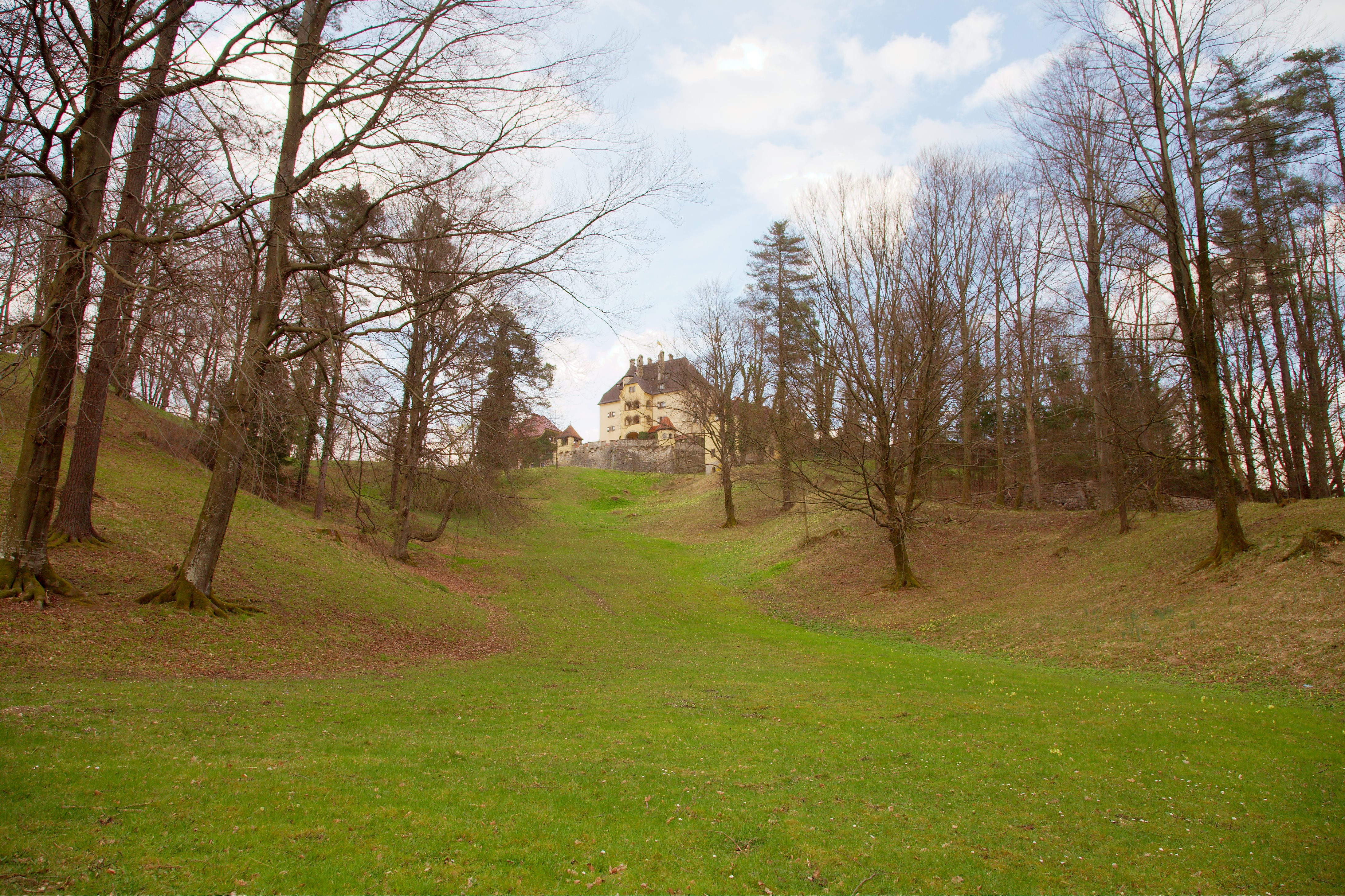
Das Schloss in seinem Park
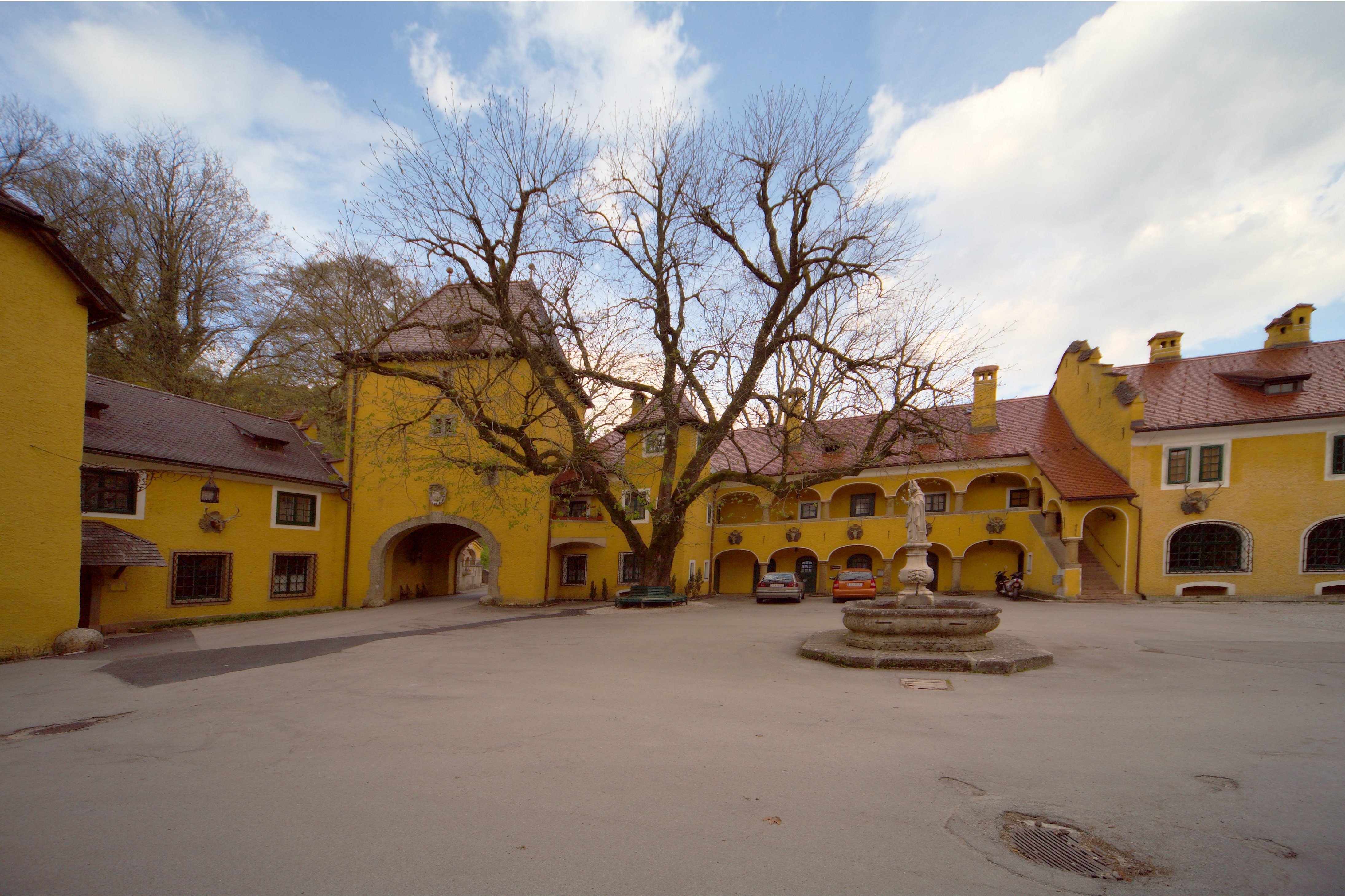
Meierhof, Innenhof

## Geschichte
Glanegg wurde bereits um 1350 als erzbischöflicher Sitz erwähnt und war sehr lange Sitz eines Pfleggerichtes. Dieses erstreckte sich auf Ortschaften auf beiden Seiten der Salzach. Unter Erzbischof Leonhard von Keutschach wurde die vom Verfall bedrohte Anlage wieder instand gesetzt und erhielt das heutige Aussehen einer bewohnten Turmburg. 1529 wurde das Turmdach erneuert. 1574 machte hier Herzog Wilhelm V. von Cleve Station. Ab 1609 wohnte der Pfleger in der Stadt Salzburg, sodass es auch zu Schaden kam. Durch Erzbischof Markus Sittikus wurde das Schloss wieder instand gesetzt. Die Keltenallee stellt eine geradlinige Verbindung zum Schloss Hellbrunn dar. Unter Paris Lodron wurde es Teil einer Talsperre zur Sicherung des Hinterlandes der Stadt Salzburg. In diesem Zuge wurde eine Mauer Richtung Untersberg gezogen, um den dazwischenliegenden Pass Glanegg abzuriegeln. 1710 wurde ein Tor zwischen Hasen- und Fasangarten ausgebrochen. 1715 stürzte ein über der Umfassungsmauer gebautes Rondell ein, 1741 war die Mauer erneut schadhaft. Im Zuge des Österreichischen Erbfolgekrieges wurde die Anlage wieder wehrfähig gemacht. 1762 besuchte Erzbischof Sigismund von Schrattenbach das Schloss und ordnete seine Renovierung an. 1763 bis 1787 pachtete der Domdechant und Fürstbischof von Chiemsee Ferdinand Christoph von Waldburg-Zeil die Burg mit der zugehörenden Jagd. 
Nach der Säkularisation bot die Landschaft von Salzburg die Anlage dem Kurfürsten Ferdinand, Großherzog von Toskana, zum Kauf an; dieser kam am 11. Mai 1804 auch zustande. 1812 erwarb es der Arzt Franz de Paula Storch. Dieser ließ die Kapelle am Fuß des Hügels erbauen; sie wurde 1840 geweiht. Seine Witwe Babette, geborene Riehr, verkaufte den Besitz 1849 an Graf Aloys von Arco-Stepperg. Dieser war auch Inhaber von Schloss Anif, gab aber den Besitz in Glanegg bereits 1852 an die Familie des Postmeisters Perwein von Hüttau weiter. Auf diese folgten: Anton von Lanser (1860), Eduard Geipel (1863), Anton und Theres Berger (1867), Franz und Francisca Knesek von Bartosch (1867), Frederike Krell von Ventschow (1868) sowie Karl und Henriette Klusemann (1872), wobei das Anwesen an Freiherr Adolf von Berlichingen verpachtet war. 
Seit 1896 befindet es sich im Besitz der Salzburger Familie Mayr-Melnhof. Es kann nicht besichtigt werden.